# SN 2003hd
SN 2003hd – supernowa typu II odkryta 9 sierpnia 2003 roku w galaktyce M-04-05-10. W momencie odkrycia miała maksymalną jasność 17,40m.